# Herennia (cràter)
Herennia és un cràter amb coordenades planetocèntriques de -69.91 ° de latitud nord i -74.93 ° de longitud est, sobre la superfície de l'asteroide del cinturó principal (4) Vesta. Fa 22.33 km de diàmetre. El nom adoptat com a oficial per la UAI el cinc de febrer de 2014. i fa referència a Herpennia que va ser una dama romana esposa de l'emperador Deci.